# シュヴィーツ郡
シュヴィーツ郡（独: Bezirk Schwyz）はスイスのシュヴィーツ州の行政区（独: Bezirk ベツァーク）で、シュヴィーツを郡都とする。15の自治体があり、面積は494.32 km2 (190.86 sq mi)、人口は55,382人（2018年12月31日現在）である。
シュヴィーツ州に属する郡の中で面積と人口は最大であり、州の面積のおよそ半分を占めるが、人口は5分の2弱である。

## 地理
シュヴィーツ郡はツーク湖とルツェルン湖、そしてムオータタールとアインジーデルン方面のビーバー渓谷の間の地域に広がる。昔のシュヴィーツ国の版図にほぼ相当し、数百年間のスイスの地として歴史的に重要である。
郡には15の基礎自治体（独: Gemeinde ゲマインデ）がある。また、ミューテン山水系より北側の地域をも版図に含むが、これは旧スイス連邦形成の時代にシュヴィーツ郡に編入されたものである。

## 歴史
シュヴィーツは、ウーリおよびウンターヴァルデンとともに、1291年に旧スイス連邦を建国した最初の三国のうちの一つである。
この渓谷の歴史は、アインジーデルン修道院との争いが決定づけたと言っても過言ではない。アインジーデルン修道院は、934年にストラスブルクで設立されたが、シュヴァーベン大公と神聖ローマ皇帝から広大な所領を与えられており、その中にはジール（Sihl）、アルプ（Alp）、ビーバー（Biber）も含まれていた。11世紀になると畜産が広がり、シュヴィーツではより広い牧草地と山地が必要とされるようになった。ビーバーエック（Biberegg）、ハッゲンエック（Haggenegg）、ホルツエック（Holzegg）、イーベルクエック（Ibergeregg）を挟んだ山の反対側の水系には十分な牧草地があったが、そこはアインジーデルン修道院の所領であった。シュヴィーツの農民が農地の強奪や修道士の誘拐を繰り返したため、1283年からヴァルトシュタット（Waldstatt）の領主となっていたハプスブルク家は、報復に出た。しかしシュヴィーツは1315年のモルガルテンの戦いに勝利し、ミューテン山を越えた側の広大な領域を確保したのである。

## 基礎自治体の一覧

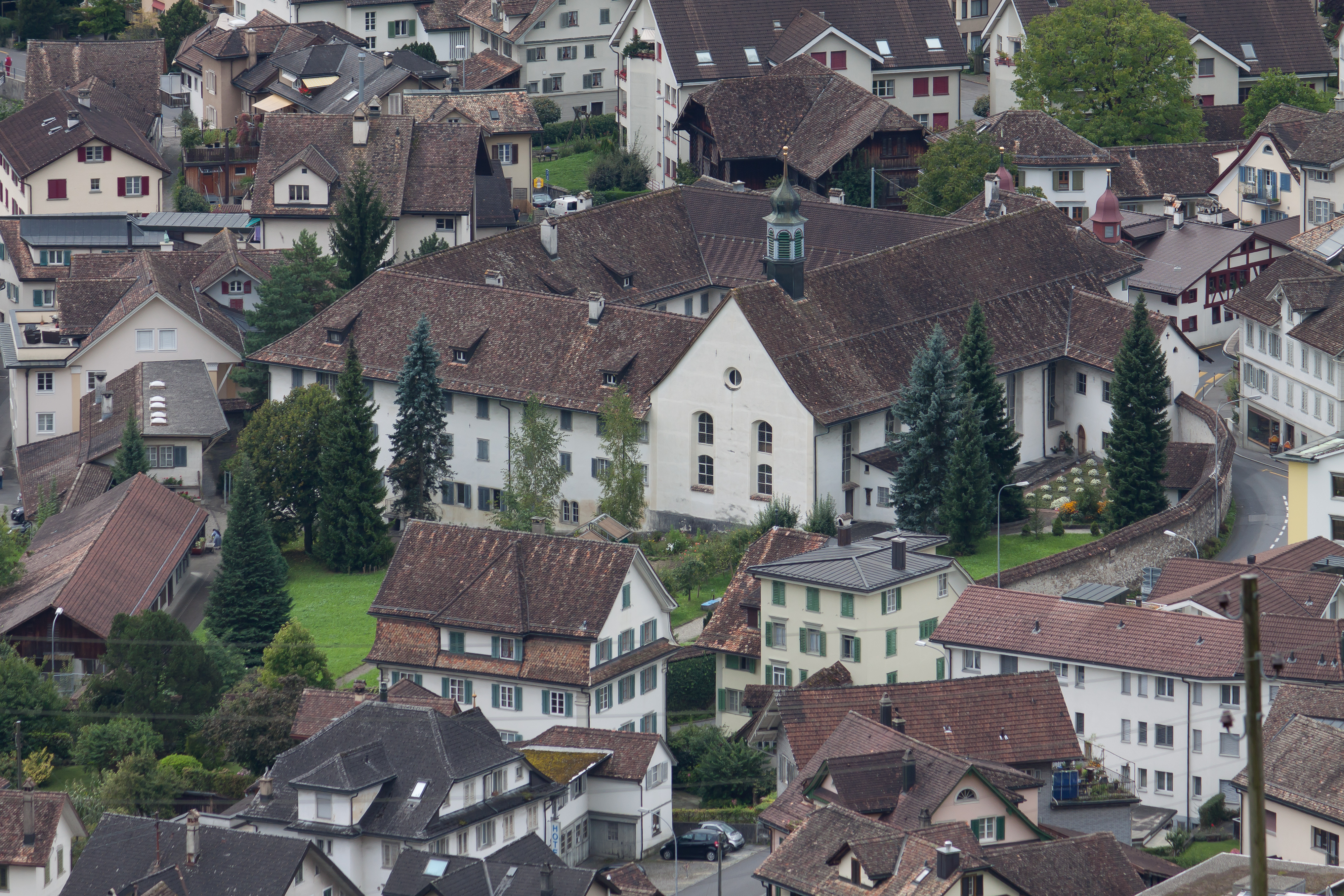
シュヴィーツ
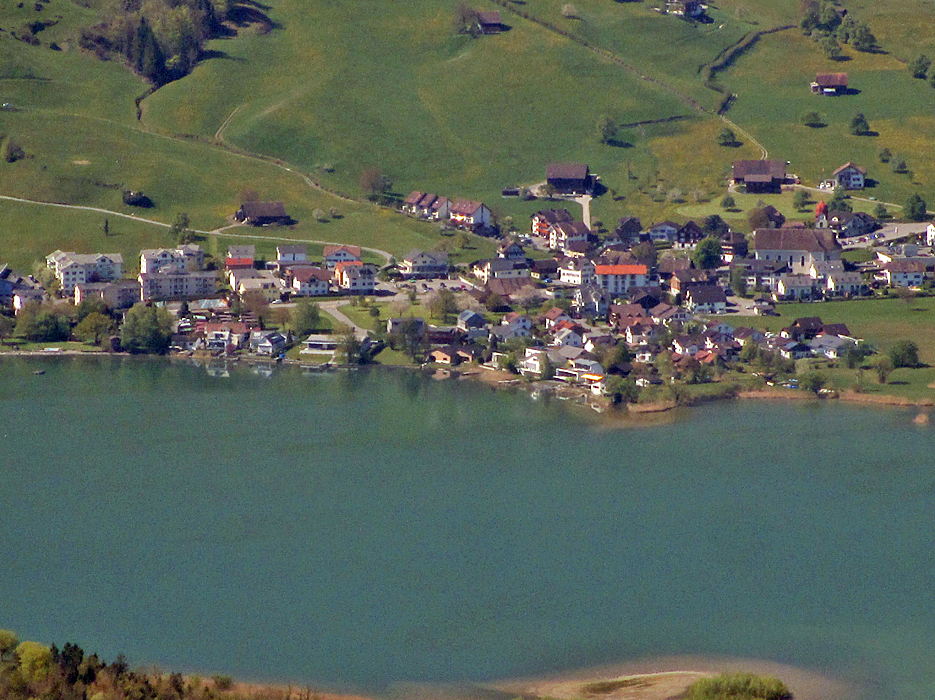
ラウエルツとラウエルツ湖
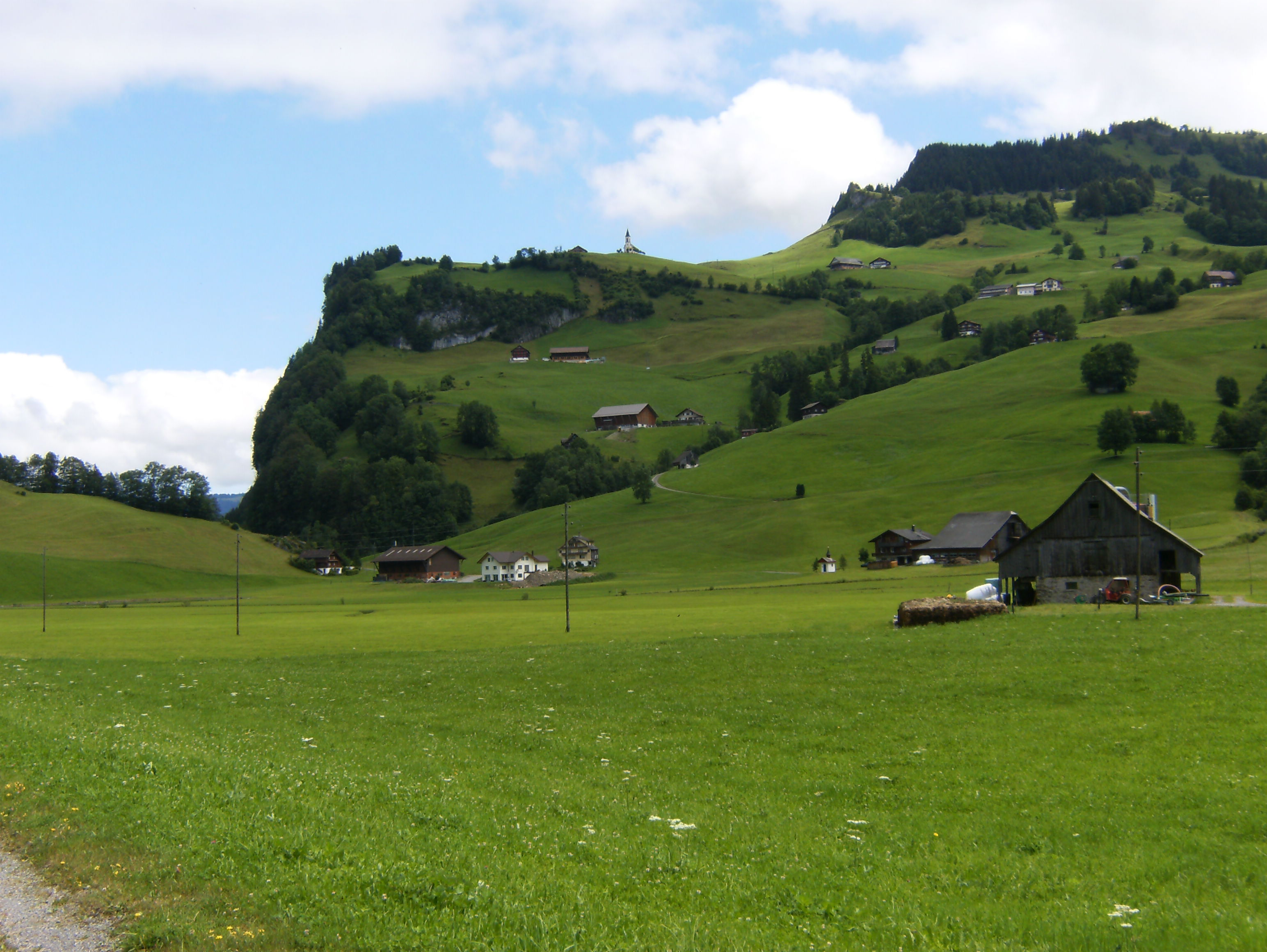
ウンターイーベルク
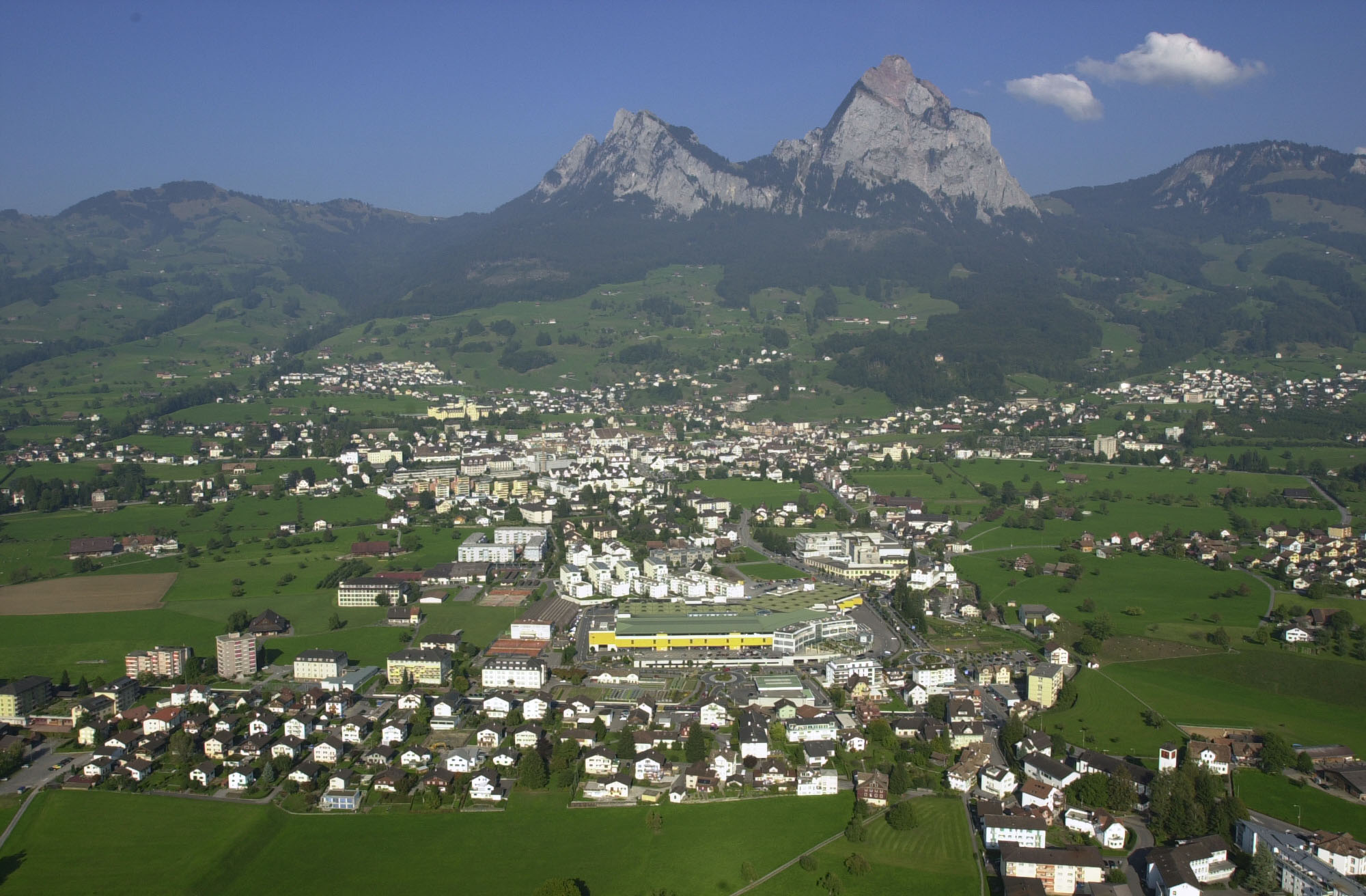
両ミューテン山とシュヴィーツ

| 旗            | 自治体名                               | 人口 2018年 12月31日 | 面積 (km²) | 人口密度 (人/km²) |
| ------------- | -------------------------------------- | -------------------- | ---------- | ----------------- |
| Schwyz        | シュヴィーツ （Schwyz）                | 15181                | 53.18      | 285               |
| Muotathal     | ムオータタール （Muotathal）           | 3527                 | 172.14     | 20                |
| Illgau        | イールガウ （Illgau）                  | 802                  | 10.96      | 73                |
| Ingenbohl     | インゲンボール （Ingenbohl）           | 8913                 | 13.40      | 665               |
| Morschach     | モルシャッハ （Morschach）             | 1159                 | 20.84      | 56                |
| Riemenstalden | リーメンシュタルデン （Riemenstalden） | 90                   | 11.20      | 8                 |
| Lauerz        | ラウエルツ （Lauerz）                  | 1100                 | 9.19       | 120               |
| Arth          | アルト （Arth）                        | 11985                | 42.02      | 285               |
| Steinerberg   | シュタイナーベルク （Steinerberg）     | 946                  | 6.92       | 137               |
| Steinen       | シュタイネン （Steinen）               | 3417                 | 11.85      | 288               |
| Sattel        | ザッテル （Sattel）                    | 1938                 | 17.39      | 111               |
| Rothenthurm   | ローテントゥーム （Rothenthurm）       | 2411                 | 22.75      | 106               |
| Alpthal       | アルプタール （Alpthal）               | 616                  | 22.88      | 27                |
| Oberiberg     | オーバーイーベルク （Oberiberg）       | 902                  | 33.17      | 27                |
| Unteriberg    | ウンターイーベルク （Unteriberg）      | 2395                 | 46.43      | 52                |
|               | 合計 (15)                              | 55382                | 494.32     | 112               |

## 基礎自治体の変遷

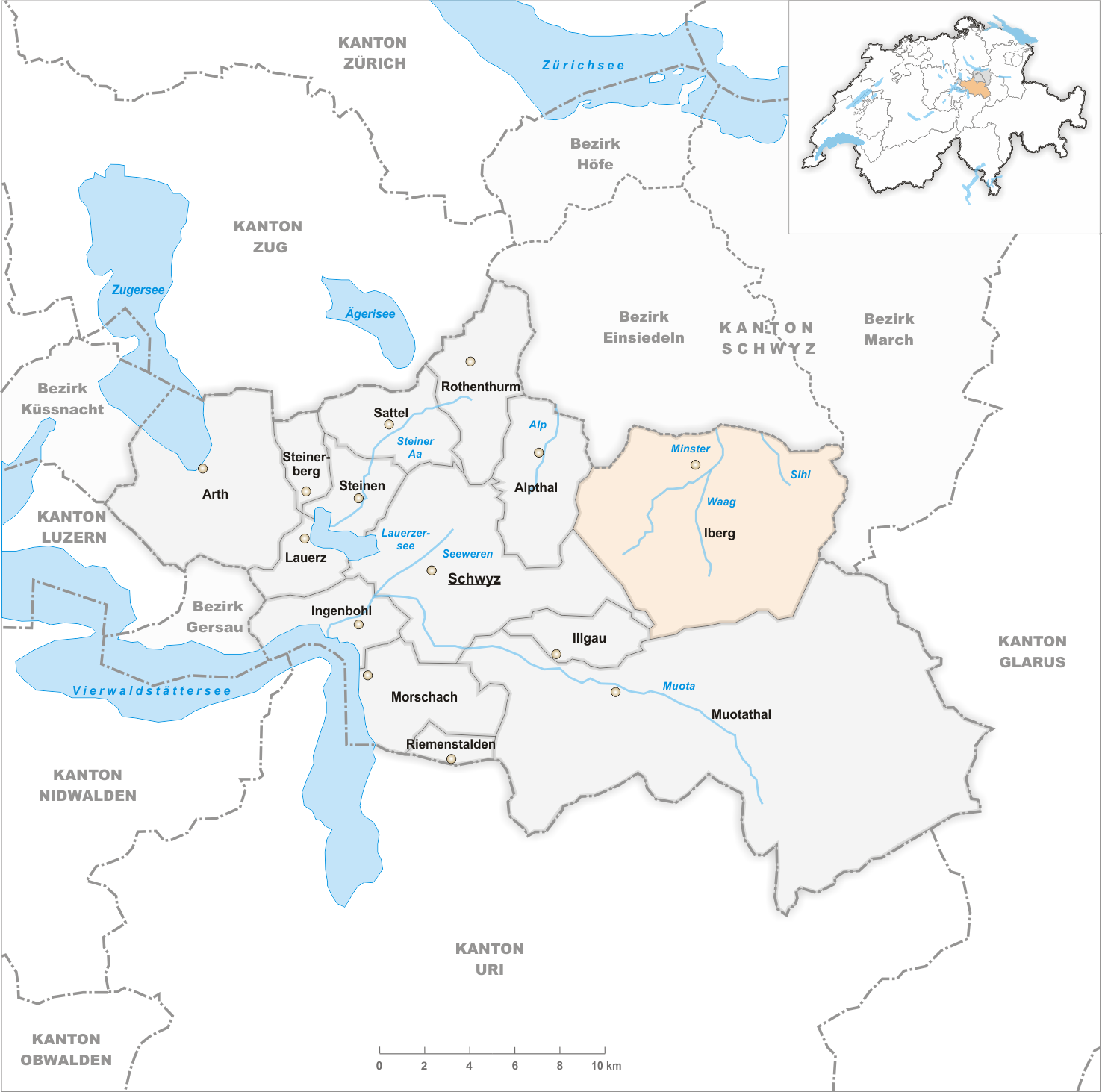
1883年までの自治体

- 1884年: イーベルク（Iberg）が分割してオーバーイーベルクおよびウンターイーベルクとなる。